# Olšina u Přeseky
Olšina u Přeseky je přírodní rezervace severovýchodně od Přeseky u Třeboně v okrese Jindřichův Hradec. Důvodem ochrany je olšina ve výtopě rybníka Vydýmač se zachovalými rostlinnými společenstvy.